# Stade national des Bermudes
Le stade national des Bermudes (en anglais : Bermuda National Stadium) est un équipement sportif situé dans la paroisse de Devonshire, aux Bermudes. Le stade est principalement consacré au cricket, au football et à l'athlétisme. 

## Histoire
Il est utilisé principalement pour le football mais aussi pour le cricket. Le stade a une capacité de 8 500 places, qui est utilisé par l'équipe des Bermudes de football et l'équipe des Bermudes de cricket. 